# معزبة اغرب (بعدان)

تعديل مصدري - تعديل

معزبة اغرب محلة تابعة لقرية اغرب، التابعة لعزلة بني عواض بمديرية بعدان إحدى مديريات محافظة إب في الجمهورية اليمنية، بلغ تعداد سكانها 70 حسب تعداد اليمن لعام 2004.